# Typotheria
Los tipoterios (Typotheria) son un suborden extinto de mamíferos placentarios del orden Notoungulata, también extinto, que incluye los ungulados sudamericanos. Se han encontrado restos de los tipoterios en materiales cuya antigüedad va desde el Paleoceno hasta el Pleistoceno Medio. 
Los tipoterios eran de dieta herbívora, aunque posiblemente algunas especies tuvieran hábitos carroñeros y omnívoros. El nombre «Typotheria» significa « animal tipo ». Su descubridor se lo dio porque los abundantes restos de este meridiungulado le servían para identificar la edad estratigráfica de la capa de suelo en que se lo encontraba.

## Generalidades
Los tipoterios fueron unos mamíferos placentarios de un gran éxito tanto en número de especies como en longevidad. Aparecidos en el Paleoceno sobrevivieron hasta el Pleistoceno desde hace 60 millones de años hasta hace 500.000 años. Son un suborden de los meridiungulados, perteneciente al orden de los notoungulados.
Creado el nombre Notoungulata para abarcar a todos los meridiungulados, al aumentar los hallazgos fósiles se creó el nuevo clado de los meridiungulados y se estableció a los notungulados entre los otros órdenes relacionados. Este mismo caso se dio para este suborden concreto de los notoungulados.
Su primer descubridor, el ingeniero francés Auguste Bravard que se dedicaba prioritariamente a la clasificación de las capas estratigráficas en Argentina, en su aporte estrictamente paleontológico se limita a listados donde crea numerosos nombres específicos, y aun genéricos, especialmente para los vertebrados, sin acompañarlos de una descripción; ciertamente, esos nombres carecen actualmente de validez nomenclatural. Sin embargo, algunos de los mamíferos fósiles nominados por Bravard fueron reconocidos ya en el siglo XIX como de valor estratigráfico. Tal es el caso del “Typotherium”, nombre dado a un ungulado nativo extinto que frecuentemente se encontraba en los sedimentos del Pleistoceno inferior y medio que afloraban en la costa del Río de la Plata, en la actual ciudad de Buenos Aires. Este mamífero fue descrito formalmente por el geólogo y paleontólogo francés Marcel de Serrés con el nombre de Mesotherium.
De aspecto en muchos casos similar al de los roedores, los tipoterios eran en realidad mamíferos clasificados pertenecientes al orden Notoungulata. Se originaron probablemente del grupo de los notioprogonios y se diversificaron en especies cavadoras o pastadoras. Generalmente eran de dimensiones pequeñas, aunque algunos alcanzaron tamaños de cerca de 50 kg (Mesotherium, Trachytherus).

## Características

Dibujo de un molar desgastado de Notopithecus, mostrando el patrón característico de los Typotheria.

Los tipoterios eran notoungulados de pequeño a mediano tamaño parecidos a roedores. Entre sus características se reconocen la presencia de los primeros incisivos alargados, el arco cigomático expandido, los lofos y fosetas de los molares superiores formando un patrón característico similar a una cara, y los molares inferiores con un surco profundo separando el trigónido del talónido.
Actualmente se reconocen seis familias dentro de los tipoterios:
La familia Archaeohyracidae está compuesta por animales pequeños con dientes de crecimiento continuo del Paleoceno-Eoceno. 
La familia Oldfieldthomasiidae comprende animales pequeños de dientes braquiodontes y morfología generalizada del Paleoceno-Eoceno. Los oldfielthomásidos y arqueohirácidos no son considerados tipoterios en algunas clasificaciones.
La familia Archaeopithecidae está compuesta por pequeños animales con dientes braquiodontes, cuya morfología generalizada llevó a Florentino Ameghino a asociarlos a los primates. 
La familia Interatheriidae está compuesta por animales pequeños, la mayoría de tamaño similar a un gato, siempre muy abundantes en los sitios donde se los ha hallado en Argentina, pero raros en los sitios de Chile y Bolivia. 
La familia Mesotheriidae está compuesta por animales de entre 5 y 50 kg. Probablemente eran animales cavadores. Fueron muy abundantes al final del Oligoceno y al principio del Mioceno, siempre hallados por debajo de los 10º de latitud Sur.
La familia Hegetotheriidae eran de tamaño similar a los interatéridos y algunos de sus últimos representantes eran muy similares en tamaño y características a los conejos o la mara patagónica. 
A estas seis familias, se agrega frecuentemente la familia monotípica Campanorcidae.

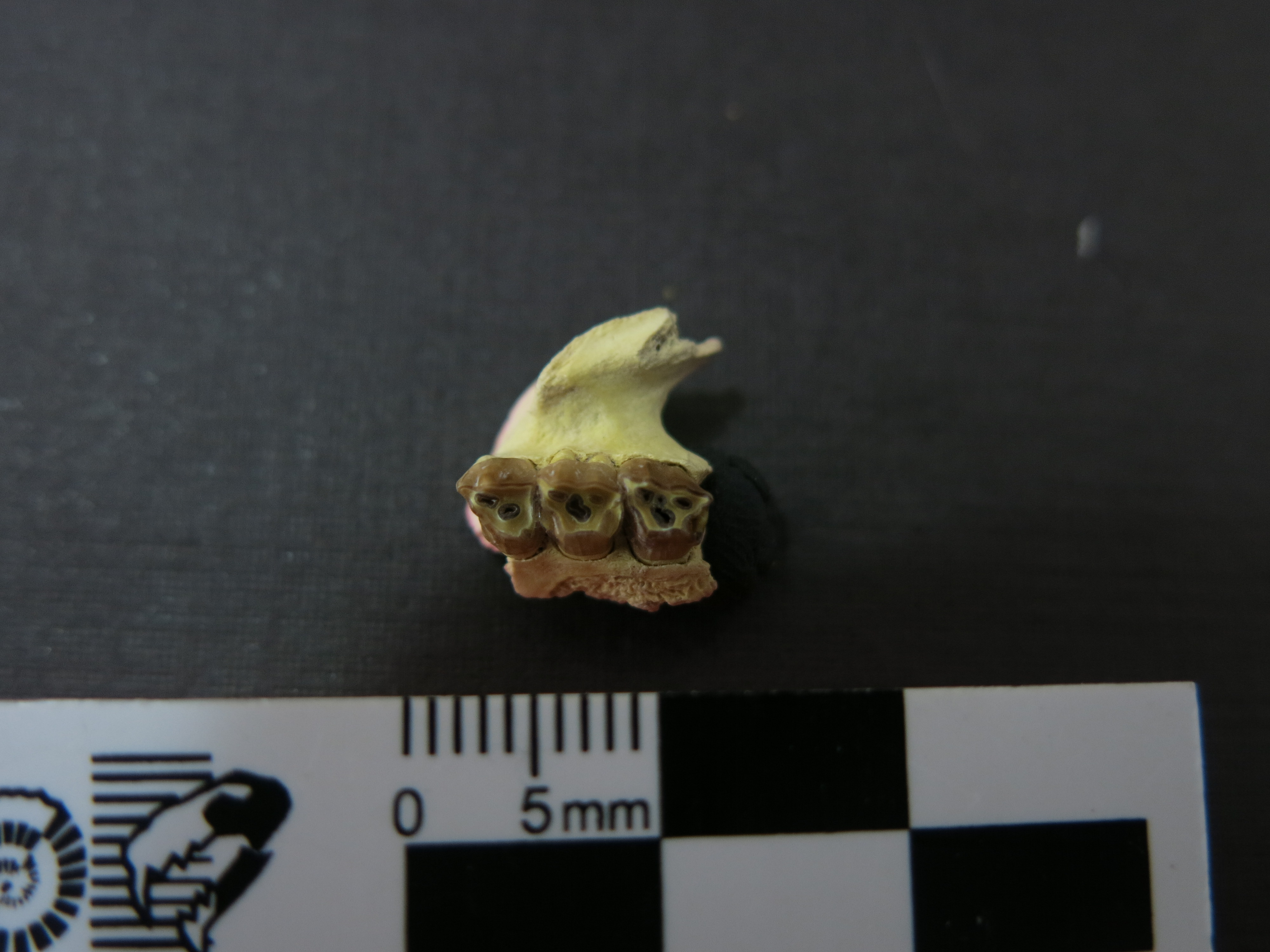
Maxilar de Notopithecus, mostrando los molares con el patrón característico en forma de "cara" de los tipoterios basales.

## Clasificación
Typotheria tradicionalmente incluye a notoungulados de pequeño tamaño agrupados en las familias Oldfieldthomasiidae, Interatheriidae, y Archaeopithecidae. Más recientemente, algunos investigadores han incluido otras dos familias: Archaeohyracidae y Hegetotheriidae. Tradicionalmente se había clasificado a estas dos familias, en un suborden diferente: Hegetotheria, pero estudios filogenéticos indican que su exclusión convertirían al grupo Typotheria en un grupo parafilético. Algunos análisis indican que Mesotheriidae y Hegetotheriidae, se habrían de una rama de la familia Archaeohyracidae, la cual sería una familia parafilética.
McKenna y Bell (1997) clasifican tres subfamilias en Mesotheriidae: Fiandraiinae, Mesotheriinae, y Trachytheriinae. Sin embargo, se ha sugerido que Fiandraia, el único fiandraiine conocido, no es un mesotérido y en realidad puede tratarse de un toxodóntido. Otros autores lo han clasificado como un interatérido. De las subfamilias que restan, Trachytheriinae incluye a las especies más tempranas (Eoceno y Oligoceno) y considerando respecto de los Mesotheriinae, en el que se han incluido a géneros del Mioceno y posteriores, puede ser todavía una clasificación parafilética.
Clasificación de acuerdo a McKenna y Bell (1997), incluyendo Hegetotheria.

### Suborden Typotheria†
- Nesciotherium†

- Familia Archaeopithecidae†

- Archaeopithecus†
- Acropithecus†

- Familia Oldfieldthomasiidae†

- Allalmeia†
- Colbertia†
- Itaboratherium†
- Kibenikhoria†
- Oldfielthomasia†
- Maxschlosseria†
- Paginula†
- Ultrapithecus†
- Tsamnichoria†

- Familia Interatheriidae†

- Subfamilia Notopithecinae†

- Transpithecus†
- Antepithecus†
- Notopithecus†
- Guilielmoscottia†

- Subfamilia Interatheriinae†

- Archaeophylus†
- Cochilius†
- Medistylus†
- Plagiartus†
- Paracochilius†
- Protypotherium†
- Epipatriarchus†
- Miocochilius†
- Caenophilus†
- Interatherium†

- Subfamilia Munyiziinae†

- Munyizia†

- Familia Campanorcidae†

- Campanorco†

- Familia Mesotheriidae†

- Subfamilia Trachytheriinae†

- Trachytherus†
- Proedium†

- Subfamilia Fiandraiinae†

- Fiandraia†

- Subfamilia Mesotheriinae†

- Eutypotherium†
- Microtypotherium†
- Typotheriopsis†
- Pseudootypotherium†
- Hypsitherium†
- Mesotherium†

### SubordenHegetotheria†
- Familia Archaeohyracidae†
- Familia Hegetotheriidae†

## Cladograma
Modificado a partir del trabajo de Reguero y Prevosti.

|  | Archaeohyracidae                                                  |
|  |                                                                   |
|  | \| \| Hegetotheriidae \| \| \| \| \| \| Mesotheriidae \| \| \| \| |
|  |                                                                   |
|  | Hegetotheriidae                                                   |
|  |                                                                   |
|  | Mesotheriidae                                                     |
|  |                                                                   |

|  | Hegetotheriidae |
|  |                 |
|  | Mesotheriidae   |
|  |                 |

|  | Archaeohyracidae                                                  |
|  |                                                                   |
|  | \| \| Hegetotheriidae \| \| \| \| \| \| Mesotheriidae \| \| \| \| |
|  |                                                                   |
|  | Hegetotheriidae                                                   |
|  |                                                                   |
|  | Mesotheriidae                                                     |
|  |                                                                   |

|  | Hegetotheriidae |
|  |                 |
|  | Mesotheriidae   |
|  |                 |

|  | Archaeohyracidae                                                  |
|  |                                                                   |
|  | \| \| Hegetotheriidae \| \| \| \| \| \| Mesotheriidae \| \| \| \| |
|  |                                                                   |
|  | Hegetotheriidae                                                   |
|  |                                                                   |
|  | Mesotheriidae                                                     |
|  |                                                                   |

|  | Hegetotheriidae |
|  |                 |
|  | Mesotheriidae   |
|  |                 |

|  | Archaeohyracidae                                                  |
|  |                                                                   |
|  | \| \| Hegetotheriidae \| \| \| \| \| \| Mesotheriidae \| \| \| \| |
|  |                                                                   |
|  | Hegetotheriidae                                                   |
|  |                                                                   |
|  | Mesotheriidae                                                     |
|  |                                                                   |

|  | Hegetotheriidae |
|  |                 |
|  | Mesotheriidae   |
|  |                 |